# 歌川貞繁
歌川 貞繁（うたがわ さだしげ、生没年不詳）とは、江戸時代の浮世絵師。

## 来歴
歌川国貞の門人、歌川の画姓を称す。作画期は文化後期から文政前期にかけてで、若くして没したという。作は合巻の挿絵を描いており、師国貞と共画したものもある。

## 作品
- 『四季花黄金鉢植』　合巻　※東西庵南北作、文化11年（1814年）刊行
- 『初暦歳徳若』　合巻　※緑亭可山作、文化12年刊行
- 『鹿嶋宮筒潮来節』　合巻　※扇嶋徳秀作、文化13年刊行
- 『常盤松艶桜草』　合巻　※橋本徳瓶作、文化13年刊行
- 『千瀬川一代記』　合巻　※柳亭種彦作、文政2年（1819年）刊行。国貞と共画